# Stewart Morris
Stewart Morris (25 de maio de 1909 — 24 de fevereiro de 1991) foi um velejador britânico, campeão olímpico. Ele competiu nos Jogos Olímpicos de Verão de 1948 na classe Swallow e conquistou a medalha de ouro a bordo do Swift, ao lado de David Bond.
Stewart foi educado em Charterhouse e Trinity College. Ele foi membro do Cambridge University Cruising Club e navegou contra Oxford três vezes em 1928-30. Ele permaneceu solteiro e dedicou sua vida à vela, enquanto continuava a administrar o negócio sazonal de lúpulo familiar no leste de Londres. Ele foi fundamental na fundação da Oxford & Cambridge Sailing Society e promoveu continuamente corridas de equipe no Reino Unido e internacionalmente.
Ele competiu com seu barco olímpico, Swift, nos últimos anos no Itchenor Sailing Club em Chichester Harbour, onde venceu a semana Nationals e Cowes inúmeras vezes. Ele também morou em Itchenor depois de se aposentar dos negócios. Além disso, serviu como comandante do RNVR durante a Segunda Guerra Mundial.